# Brajalal College
Das Govt. Brajalal College (bengalisch: সরকারি ব্রজলাল কলেজ, Arakāri Brajalāl Kalēj), auch bekannt als BL College, ist eine der ältesten Hochschulen in Bangladesch. Es befindet sich in Khulna, einer der größten Metropolen des Landes.